# Blakeia marmorata
Blakeia marmorata är en fjärilsart som beskrevs av Sergius G. Kiriakoff 1967. Blakeia marmorata ingår i släktet Blakeia och familjen tandspinnare. Inga underarter finns listade i Catalogue of Life.